# Ołeksij Sereda
Ołeksij Wiktorowycz Sereda (ukr. Олексі́й Ві́кторович Середа́; ur. 25 grudnia 2005 w Kijowie) – ukraiński skoczek do wody, wicemistrz świata i mistrz Europy, olimpijczyk z Tokio 2021 i z Paryża 2024.

## Wyniki
| Impreza              | Rok  | Gospodarz | Wieża 10 m | Wieża 10 m  | Wieża 10 m    | Druż. miesz. |
| Impreza              | Rok  | Gospodarz | indyw.     | synch. męż. | synch. mikst. | Druż. miesz. |
| -------------------- | ---- | --------- | ---------- | ----------- | ------------- | ------------ |
| Igrzyska olimpijskie | 2021 | Tokio     | 6          | 6           | —             | —            |
| Igrzyska olimpijskie | 2024 | Paryż     | 8          | 5           | —             | —            |
| Mistrzostwa świata   | 2019 | Gwangju   | 4          | 4           | —             | 9            |
| Mistrzostwa świata   | 2022 | Budapeszt | 6          | 4           | 02 !          | —            |
| Mistrzostwa świata   | 2023 | Fukuoka   | 6          | 02 !        | —             | —            |
| Mistrzostwa świata   | 2024 | Doha      | 03 !       | 03 !        | —             | —            |
| Igrzyska europejskie | 2023 | Rzeszów   | —          | 01 !        | —             | 01 !         |
| Mistrzostwa Europy   | 2022 | Rzym      | 01 !       | 02 !        | 02 !          | —            |